# Ca s'Apotecari
Ca s'Apotecari, o simplement S'Apotecaria, és un edifici de finals del segle xix, situat a la Plaça de la Vila de Santa Maria del Camí, en el qual s'hi ha ubicat un centre que vol ser un espai de reflexió sobre el desenvolupament sostenible i la conservació del patrimoni del municipi.

## Història de l'edifici
A l'edifici s'hi va ubicar, l'any 1916, l'apotecaria oberta per Mateu Calafat Canyelles ·de Son Torrella". L'establiment va tancar l'any 1965.

## El nou casal
Adquirit l'edifici pel municipi es va dur a terme una restauració i reforma de la casa per a convertir-la en un casal d'ús públic, destinat a la dinamització econòmica i cultural. Es va obrir al públic el 23 d'abril de 2011. La farmàcia ha conservat part del mobiliari i s'han recuperat els materials donats al Col·legi d'Apotecaris. També es conserva, amb el mobiliari original, la rebotiga. Al patí s'hi ha ubicat una col·lecció de plantes medicinals. Els dos pisos superior es dediquen a exposicions i a actes culturals i formatius. En el terrat hi ha un mirador des del qual es pot observar una àmplia panoràmica de la vila, de la Serra de Tramuntana i del Pla de Mallorca.